# Ndougour
Ndougour (ou Dougour Moufou) est une localité du Cameroun située dans l'arrondissement de Meri, le département du Diamaré et la région de l’Extrême-Nord. Elle fait partie du canton de Tchéré.

## Population
En 1974, la localité comptait 401 habitants, des Moufou.
Lors du dernier recensement de 2005, on y a dénombré à 977 habitants, soit 464 hommes (47,49 %) pour 513 femmes (52,51 %). 